# Lucinda McDade
Lucinda A. McDade (1953) is een Amerikaanse botanica. In 1975 behaalde ze haar Bachelor of Science in de biologie aan de Tulane University in New Orleans. In 1980 behaalde ze haar Ph.D. aan de Duke University met het proefschrift Systematics and reproductive biology of the Central American species of the Aphelandra pulcherrima complex (Acanthaceae).
Tussen 1980 en 1981 was McDade als postdoc werkzaam voor het Smithsonian Tropical Research Institute. Tussen 1983 en 1985 was ze lid van de onderwijsstaf van de Duke University. Tussen 1985 en 1992 was ze wetenschappelijk coördinator van de Organization for Tropical Studies in Durham (North Carolina). Tussen 1988 en 1994 was ze adjunct-associate professor aan de Duke University. Tussen 1992 en 2000 was ze associate professor en conservator van het herbarium aan de University of Arizona. Tussen 2001 en 2006 was ze adjunct-associate professor aan de University of Pennsylvania. Tevens was ze in dezelfde periode associate-conservator en voorzitter van de afdeling botanie van de Academy of Natural Sciences in Philadelphia (Pennsylvania).
Sinds 2006 is McDade actief als onderzoeksleider van de Rancho Santa Ana Botanic Garden en als hoogleraar in de botanie aan de Claremont Graduate University in Claremont (Californië). In haar onderzoek richt McDade zich met name op de plantenfamilie Acanthaceae, de voortplantingsbiologie van planten en de rol van hybridisatie in de evolutiebiologie en de fylogenie binnen de plantenwereld. Ze heeft veldwerk verricht in Arizona, Mexico, Guatemala, Belize, El Salvador, Honduras, Nicaragua, Costa Rica, Panama, Venezuela, Colombia, Ecuador, Brazilië, Zuid-Afrika en Madagaskar. Ze is (mede)auteur van artikelen in tijdschriften als American Journal of Botany, Annals of the Missouri Botanical Garden, Brittonia, Novon en Systematic Botany.
McDade is lid van de American Society of Plant Taxonomists, waarvan ze in 2003 en 2004 voorzitter was. Daarnaast is ze onder meer lid van de Botanical Society of America.